# Alexander King
Alexander King (26 de enero de 1909 - 28 de febrero de 2007) fue un científico escocés. Conocido por ser el fundador del Club de Roma en abril del año 1968 junto con Aurelio Peccei (1908-1984).
Fue compañero de la Orden de San Miguel y San Jorge y miembro de la Orden del Imperio británico.
- Datos: Q579902
- Multimedia: Alexander King (scientist) / Q579902